# Nestina
La nestina es una proteína fibrosa que conforma un tipo minoritario de filamentos intermedios que se encuentra presente en neuronas primordiales, en embriones. En humanos, viene codificada por el gen NES. Posee una masa molecular relativamente elevada, de aproximadamente 177kDa. Como todos los filamentos intermedios, posee una función principalmente estructural. Posee un parecido estrecho con los Neurofilamentos, pues desempeñan su función en neuronas jóvenes. Es indispensable para el desarrollo del cerebro, así como para el del ojo y el nervio óptico.

## Función
La nestina promueve la fosforilación de la vimentina, otro filamento intermedio, durante la mitosis neuronal. Además, ayuda con la reorganización citoesquelética de los otros filamentos intermedios en las células hijas.